# Проект Лазарь
Проект Лазарь (исп. Proyecto Lázaro) — бельгийско-испано-французский англоязычный научно-фантастический фильм 2016 года, сценарист и режиссёр которого Матео Хиль.

## Сюжет
Человек с неизлечимой болезнью замерзает в криостазе и становится первым мужчиной, который реанимируется от крионики через семьдесят лет в 2084 году.

## В ролях
- Том Хьюз —  Марк  Джарвис
- Шарлотта Ле Бон — Элизабет
- Уна Чаплин — Наоми
- Барри Уорд — доктор  Уэст
- Хулио Периллан — доктор  Серр
- Рафаэль Себриан — Джеффри
- Бруно Севилья — Чарльз
- Даниэль Хорват —  хирург
- Алекс Хафнер — пожилой Хорнбол
- Годелов ван ден Брандт — Сигурни
- Мелина Мэтьюз — техник
- Николь Колларс — доктор  Гетерс
- Анджело Оливье — отец Марка
- Маартен Сваан —  Алекс
- Александра Шуц — Сэнди
- Йоханна Вальмейер — Ребекка
- Джош Горроно Чепмен — парень

## Производство
Съёмки проходили на Тенерифе, Канарские острова (Испания).

## Восприятие
Кинокритик Деннис Харви из  Variety  писал, что Хиль демонстрирует изящную уверенность, организацию, дизайн и технические элементы», но чувствуется, что фильм в конечном счете, „эмоциональный антисептик“.
На сайте IMDb фильм имеет рейтинг 5,9.